# Vackertjärnen, Jämtland
Vackertjärnen är en sjö i Åre kommun i Jämtland och ingår i Indalsälvens huvudavrinningsområde.